# Christian Bolaños
Christian Bolaños Navarro, né le 17 mai 1984 à San José (Costa Rica), était footballeur international costaricien. Il prend sa retraite le 1er janvier 2024.

## Biographie
Le 31 août 2010, il signe en faveur du FC Copenhague pour un montant de 1 300 000 €.

### Parcours en sélection
Il participe à la Coupe du monde de football des moins de 17 ans 2001 organisée à Trinidad et Tobago.
Il fait ses débuts avec l'équipe nationale du Costa Rica lors d'un match amical en mai 2005 contre la Norvège et, jusqu'en novembre 2016, totalise 71 sélections et six buts. Il représente son pays dans vingt-cinq rencontres de qualifications pour la Coupe du monde et joue à la fois lors de la Coupe du monde 2006 et de la Coupe du monde 2014 ainsi qu'à la Gold Cup 2005, 2007 et 2011.
En mai 2018, il est nommé dans l'équipe des vingt-trois joueurs du Costa Rica pour la Coupe du monde 2018 en Russie. En entrant en jeu comme remplaçant lors de la défaite lors du premier match contre la Serbie, Bolaños devient le seul Costaricain à avoir joué dans trois Coupes du monde différentes, et dépasse également Michael Umaña comme le Costaricain ayant disputé le plus de matches disputés dans cette compétition.
Bolaños participe à la coupe du monde 2006 avec l'équipe du Costa Rica. Il prend part aux matchs de poule contre la Pologne (1-2) et l'Allemagne (2-4).

## Palmarès
- Deportivo Saprissa
  - Champion du Costa Rica en 2004 (O), 2005-2006 (O+C) et 2006-2007 (O+C)
  - Vainqueur de la Coupe des champions de la CONCACAF en 2005
  - Vainqueur de la Copa Interclubes UNCAF en 2003

- FC Copenhague
  - Champion du Danemark en 2010-2011 et 2012-2013